# Interstate 271
Pour les articles homonymes, voir Route 271.
L'Interstate 271 (I-271) est une autoroute auxiliaire des banlieues de Cleveland et d'Akron dans l'Ohio. L'autoroute est officiellement désignée comme la Outerbelt East Freeway, mais est rarement nommée ainsi par les automobilistes.

## Description du tracé

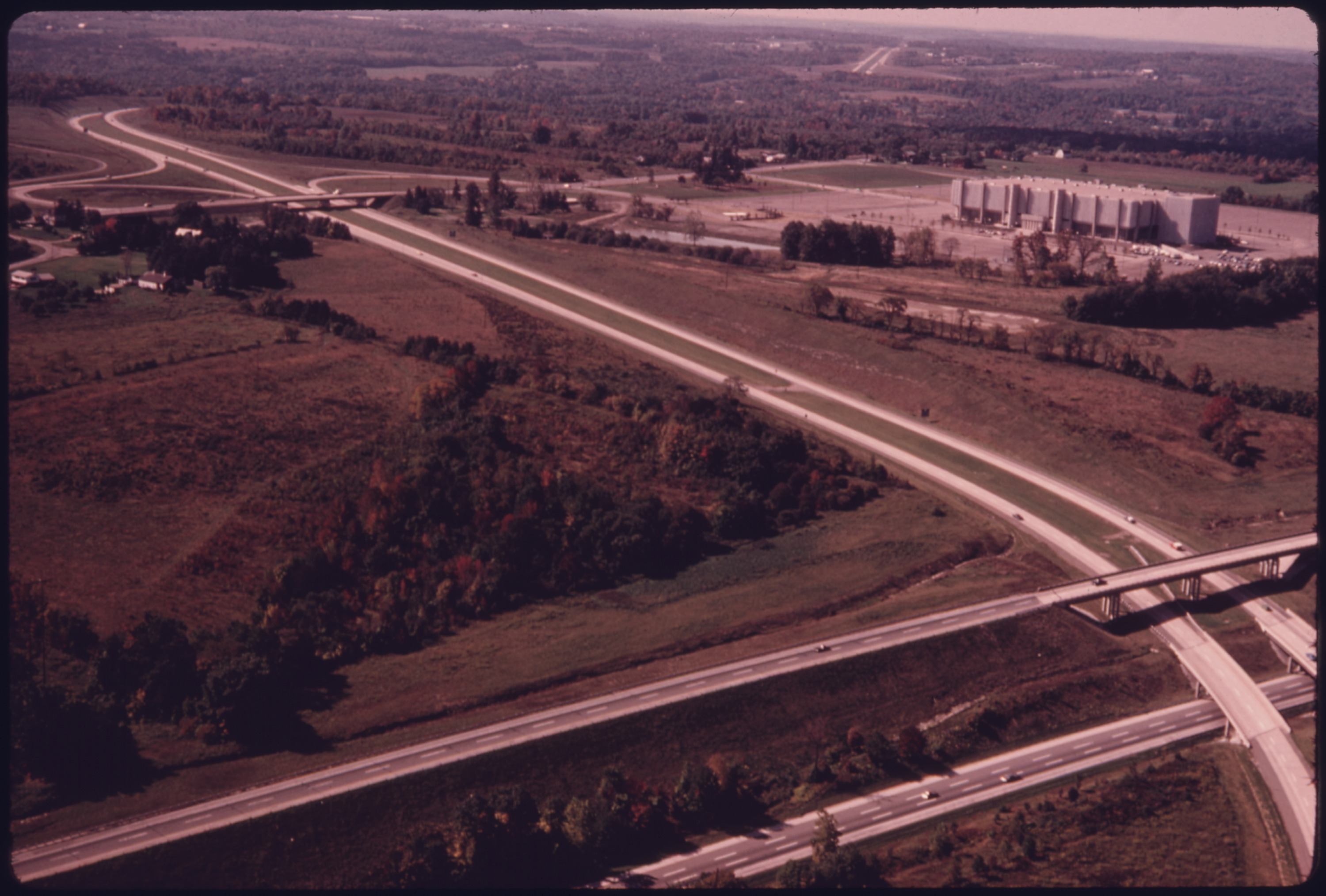
Vue aérienne de l'I-271 à la sortie 12 alors qu'elle croise le Ohio Turnpike ainsi que le défunt Richfield Coliseum en 1975

L'I-271 débute à un échangeur avec l'I-71 à Medina Township et se dirige au nord jusqu'à l'I-90 à Willoughby Hills, après avoir croisé l'I-480 et formé un multiplex avec cette dernière. La largeur varie d'un segment à l'autre, mais est majoritairement de six voies au sud de l'I-480 et de huit à douze voies au nord de celle-ci; dans ce segment, des voies locales et des voies express divisent l'autoroute.
Les voies locales–express débutent au sud de l'échangeur avec la US 422 et continuent jusqu'au terminus nord de l'I-271.
L'I-271 n'a pas d'échangeur direct avec l'I-80 / Ohio Turnpike, l'un des rares exemples où deux autoroutes se croisent sans se connecter l'une à l'autre.

## Liste des sorties
| Interstate 271                            |                                  |       |       |               |                                                                               |                                                                                             |
| Comté                                     | Municipalité                     | mi    | km    | Sortie        | Intersections / Destinations                                                  | Notes                                                                                       |
| Medina                                    | Medina Township                  | 0,00  | 0,00  | 1             | I-71 sud – Columbus                                                           | Pas d'accès à l'I-71 nord; sortie 220 de l'I-71                                             |
| Medina                                    | Medina Township                  | 3,29  | 5,29  | 3             | SR 94 (en) (Ridge Road) vers I-71 nord – Wadsworth, North Royalton, Cleveland |                                                                                             |
| Summit                                    | Richfield                        | 7,46  | 12,01 | Aire de repos | Aire de repos                                                                 | Aire de repos                                                                               |
| Summit                                    | Richfield                        | 9,38  | 15,10 | 9             | Brecksville Road vers SR 176 (en) / I-77 sud                                  | Sortie direction nord, entrée direction sud                                                 |
| Summit                                    | Richfield Township               | 9,90  | 15,93 | 10            | I-77 vers I-80 / Ohio Turnpike – Cleveland, Akron                             | Accès directionnel seulement (nord vers nord; sud vers sud)                                 |
| Summit                                    | Richfield Township               | 12,38 | 19,92 | 12            | SR 303 (en) (Streetsboro Road) – Richfield, Peninsula                         |                                                                                             |
| Summit                                    | Macedonia                        | 18,13 | 29,18 | 18            | SR 8 (en) vers SR 82 (en) – Macedonia, Northfield, Boston Heights, Akron      | Indiqué sortie 18A (sud) et 18B (nord) en direction sud; SR 82 non-indiqué en direction sud |
| Summit                                    | Macedonia                        | 19,44 | 31,29 | 19            | SR 82 (en) (East Aurora Road) – Macedonia, Twinsburg                          | Sortie direction nord via sortie 18                                                         |
| Cuyahoga                                  | Oakwood                          | 22,06 | 35,50 | 21            | I-480 / SR 14 (en) est – Youngstown                                           | Terminus sud du multiplex avec I-480 / SR 14; sortie direction sud, entrée direction nord   |
| Cuyahoga                                  | Bedford                          | 22,91 | 36,87 | 23v           | SR 14 (en) ouest (Broadway Avenue) / Forbes Road                              | Terminus nord du multiplex avec SR 14                                                       |
| Cuyahoga                                  | Bedford Heights                  | 25,35 | 40,80 | 26A           | I-480 ouest – Cleveland                                                       | Terminus nord du multiplex avec I-480; sortie direction nord, entrée direction sud          |
| Cuyahoga                                  | Bedford Heights                  | 26,07 | 41,96 | 26B           | Rockside Road – Bedford Heights                                               | Indiqué sortie 26 en direction sud                                                          |
| Cuyahoga                                  | Bedford Heights                  | 26,80 | 43,13 | 27A           | US 422 est – Warren                                                           | Terminus sud du multiplex avec US 422                                                       |
| Cuyahoga                                  | Bedford Heights                  | 27,38 | 44,06 | 27B           | Miles Road – Bedford Heights, North Randall                                   | Sortie direction nord, entrée direction sud                                                 |
| Cuyahoga                                  | Bedford Heights                  | 27,38 | 44,06 | 27B           | I-480 ouest – Toledo                                                          | Sortie direction sud, entrée direction nord                                                 |
| Cuyahoga                                  | Bedford Heights                  | 27,60 | 44,40 | —             | I-271 nord (Voies express) vers I-90 – Érié                                   | Sortie direction nord, entrée direction sud; terminus sud des voies express                 |
| Cuyahoga                                  | Bedford Heights                  | 28,25 | 45,46 | 28A           | SR 175 (en) (Richmond Road) / Emery Road                                      | Sortie direction sud, entrée direction nord; autres directions via sortie 27B               |
| Cuyahoga                                  | Orange                           | 28,61 | 46,04 | 28B           | Harvard Road – Highland Hills, Orange                                         |                                                                                             |
| Cuyahoga                                  | Beachwood                        | 29,62 | 47,67 | 29            | US 422 ouest / SR 87 (en) (Chagrin Boulevard)                                 | Terminus nord du multiplex avec US 422                                                      |
| Cuyahoga                                  | Beachwood                        | 31,20 | 50,20 | —             | I-271 nord (Voies express) vers I-90                                          | Sortie direction nord, entrée direction sud                                                 |
| Cuyahoga                                  | Beachwood                        | 31,80 | 51,20 | —             | I-271 sud (Voies express) vers I-480                                          | Sortie direction sud, entrée direction nord                                                 |
| Cuyahoga                                  | Lyndhurst                        | 32,42 | 52,17 | 32            | Cedar Road / Brainard Road                                                    |                                                                                             |
| Cuyahoga                                  | Mayfield Heights                 | 33,20 | 53,40 | —             | I-271 sud (Voies express) vers I-480                                          | Sortie direction sud, entrée direction nord                                                 |
| Cuyahoga                                  | Mayfield Heights                 | 34,55 | 55,60 | 34            | US 322 (Mayfield Road) – Gates Mills, Mayfield Heights                        |                                                                                             |
| Cuyahoga                                  | Highland Heights                 | 36,06 | 58,03 | 36            | Wilson Mills Road                                                             |                                                                                             |
| Cuyahoga                                  | Limite Highland Heights–Mayfield | 37,60 | 60,50 | —             | I-90 est – Érié                                                               | Sortie direction nord, entrée direction sud                                                 |
| Cuyahoga                                  | Limite Highland Heights–Mayfield | 37,80 | 60,80 | —             | I-271 sud (Voies express) vers I-480                                          | Sortie direction sud, entrée direction nord                                                 |
| Lake                                      | Willoughby Hills                 | 36,59 | 58,89 | 40            | I-90 vers SR 91 (en) – Cleveland, Érié                                        | Sortie 188 de l'I-90                                                                        |
| - Terminus de multiplex - Accès incomplet |                                  |       |       |               |                                                                               |                                                                                             |